# کونسولیدیت پی‌تی-۳
کونسولیدیت پی‌تی-۳ (به انگلیسی: Consolidated_PT-3) یک هواگرد ملخ‌پیشین تک‌موتوره از نوع هواگرد آموزشی ساخت شرکت Consolidated Aircraft Company است. این هواگرد در سال ۱۹۲۷ میلادی رسماً معرفی گردید و در سال‌های سپتامبر ۱۹۲۷ تولید شده‌است. در مجموع، تعداد ۲۵۰ فروند از این هواگرد ساخته شده‌است.